# 하디스 (기업)

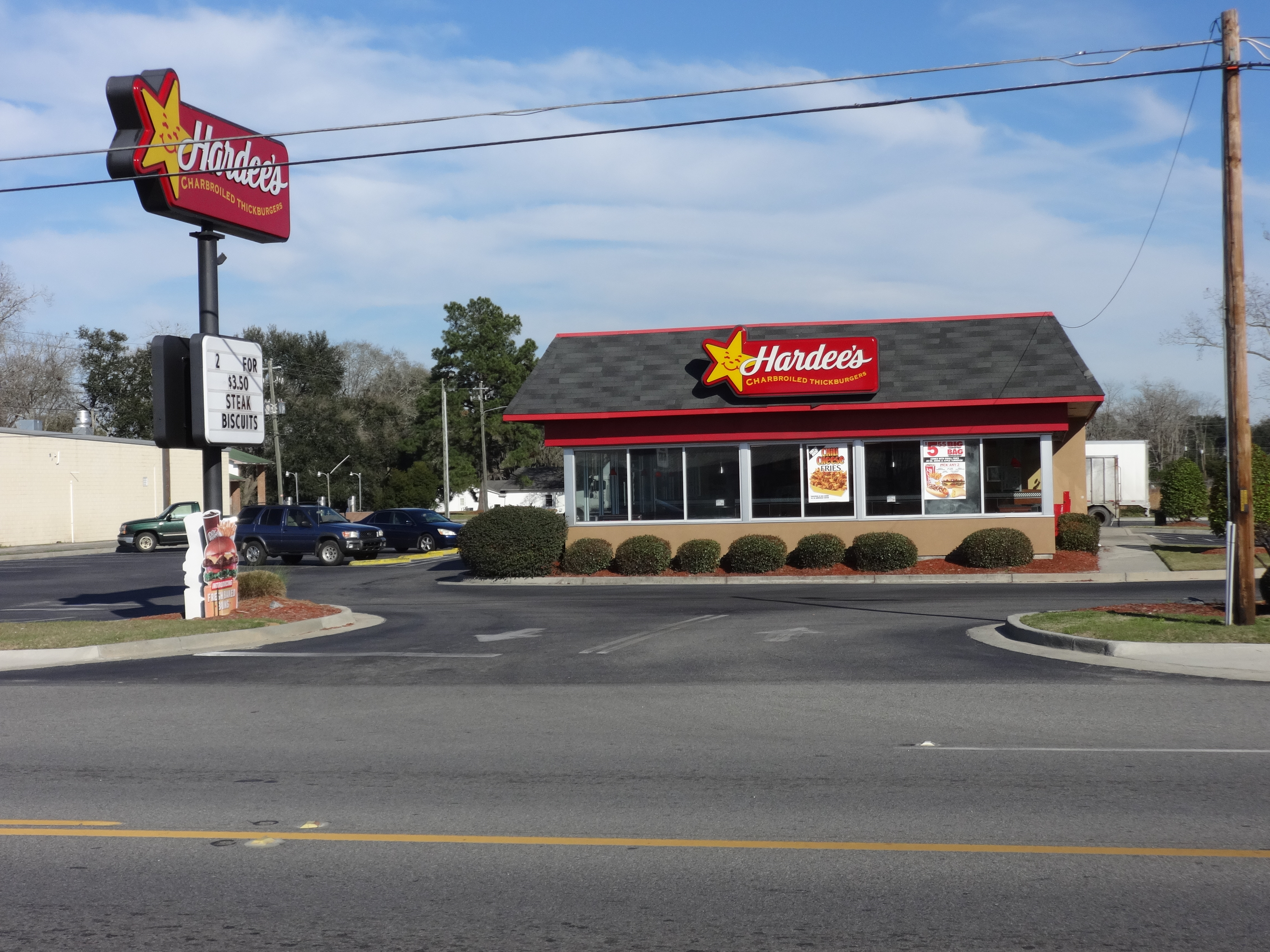
미국 조지아주에 위치하는 하디스 매장 전경.

하디스(Hardee's)는 1960년에 노스캐롤라이나주 그린빌에서 설립된 미국의 패스트푸드 업체이다. 본사는 테네시주 프랭클린에 있다. 1997년에 CKE 레스토랑에 의해 칼스 주니어에 인수되었다.
대한민국에서는 1990년에 도입되었으나, 실적은 매우 좋지 않아서 사업이 부진했다. 결국, 2004년에 완전히 철수하였다.

## 같이 보기
- 칼스 주니어